# Humko Deewana Kar Gaye
Humko Deewana Kar Gaye (hindi हमको दीवाना कर गये, urdu ہم کو دیوانا کر گۓ inne tytuły: "Hum Ko Deewana Kar Gaye"; "Crazy in Love") – indyjski dramat miłosny wyreżyserowany w   2006 przez Raj Kanwara, autora debiutu Shah Rukh Khana (Deewana 1992). W rolach głównych Akshay Kumar i  Katrina Kaif. Role drugoplanowe grają Bipasha Basu i Anil Kapoor. Muzykę skomponował Anu Malik, także do piosenek z tekstami Sameera.

## Fabuła
Aditya (Akshay Kumar) spóźnia się na zaręczyny, zapomina pierścionka. Jego narzeczona (Bipasha Basu) wzbrania się przed pocałunkiem, często wyjeżdża zajęta pokazami mody. Z góry ustala, że w ich małżeństwie najpierw czas na karierę, a dzieci, których nie lubi, jeśli się pojawią, to za kilka lat. Adityi rzednie mina, nie wie, co ma myśleć, co czuje. W tym samym czasie Jia (Katrina Kaif) daremnie prosi zajętego wielkim biznesem narzeczonego o chwilę czasu, o dzielenie z nią radości przedślubnych zakupów. Częściej rozmawia z jego sekretarką niż z nim samym. Czuje się zagubiona i samotna. Co się stanie z Adityą i Jią, gdy nagle niespodziewanie wpadną na siebie w tłumie.

## Obsada
- Akshay Kumar – Aditya
- Katrina Kaif – Jia
- Bipasha Basu – Sonia
- Anil Kapoor – Karan Oberoi
- Gurpreet Guggi
- Bhagyashree – Simran
- Manoj Joshi
- Vivek Shaq
- Helen
- Surekha Sikri

## Muzyka i piosenki
Muzykę do filmu stworzył Anu Malik nagradzany za kompozycje do takich filmów jak Baazigar 1993, Refugee 2000 i Jestem przy tobie 2004, a nominowany do nagród za Akele Hum Akele Tum 1995, Namiętność i Fiza 2000 i Aśoka Wielki z 2001.
1. Humko Deewana Kar Gaye
2. Fanah
3. Bhula Denge Tumko Sanam
4. For Your Eyes Only
5. Rock Star
6. Dekhte Dekhte
7. Mere Saath Chalte Chalte
8. Fanah (Remix)
9. Bhula Denge Tumko Sanam (Remix)